# Bubión
Bubión é um município da Espanha na província de Granada, comunidade autónoma da Andaluzia, de área 15 km² com população de 373 habitantes (2007) e densidade populacional de 24,87 hab./km².

## Demografia
| Variação demográfica do município entre 1991 e 2004 | Variação demográfica do município entre 1991 e 2004 | Variação demográfica do município entre 1991 e 2004 | Variação demográfica do município entre 1991 e 2004 |
| --------------------------------------------------- | --------------------------------------------------- | --------------------------------------------------- | --------------------------------------------------- |
| 1991                                                | 1996                                                | 2001                                                | 2004                                                |
| 345                                                 | 393                                                 | 357                                                 | 347                                                 |